# Jozef Skvašík
Jozef Skvašík (* 8. září 1991 Snina) je slovenský fotbalový záložník, od léta 2015 bez angažmá.

## Fotbalová kariéra
Svoji fotbalovou kariéru začal v HFC Humenné. Od dorosu působí v MFK Košice, kde se v roce 2010 propracoval do prvního týmu. V sezóně 2013/14 vyhrál s Košicemi slovenský fotbalový pohár, ve finále 1. května 2014 jeho mužstvo porazilo ŠK Slovan Bratislava 2:1. Díky tomu hrál s Košicemi ve 2. předkole Evropské ligy UEFA 2014/15 proti FC Slovan Liberec. Po sezóně 2014/15, kdy mužstvo administrativně sestoupilo do druhé slovenské ligy, v Košicích skončil.